# Curcuma phaeocaulis
Curcuma phaeocaulis là một loài thực vật có hoa trong họ Gừng. Loài này được Theodoric Valeton mô tả khoa học đầu tiên năm 1918. Tên gọi thông thường tại Trung Quốc là 莪术 (nga thuật), hay nga truật (莪朮) hoặc bồng nga truật (蓬莪朮); tại Java, Indonesia là temu itam, nhưng ở miền tây Ja va thì temu itam là tên gọi của C. aeruginosa còn C. phaeocaulis là temu santen.

## Phân bố
Loài này có tại Indonesia (đảo Java, cả dạng hoang dã và gieo trồng), Trung Quốc (tại Vân Nam có lẽ là dạng tự nhiên hóa đã thoát ra từ gieo trồng, tại Phúc Kiến, Quảng Đông, Quảng Tây, Tứ Xuyên là dạng gieo trồng), Việt Nam (gieo trồng?). Loài này sinh sống trong rừng, ở cao độ 177-301 (-500) m.

## Mô tả
Cây cao ~1 m. Thân hành hình nón 7 × 4 cm. Thân rễ thuôn dài, với các lóng dài và các nhánh hiếm thấy nhưng hơi cong, mọng, đỉnh tù, bên ngoài màu xám chì, màu của phần ruột từ lam, lam nhạt, vàng, vàng nhạt, vàng ánh lục, lục ánh vàng, trắng và hồng. Rễ có củ ở đỉnh. Thân hành non và khỏe có lõi màu lam và vỏ trắng ánh hồng, gần đầu trên màu trắng ánh vàng; nhưng đôi khi lõi màu vàng ánh lục và vỏ màu lam. Ruột thân rễ trưởng thành chỉ có màu lam ở gần chỗ phát ra của nó từ thân rễ và có màu vàng ở phần lớn các chỗ còn lại, nhưng các nhánh non  thường thì có ruột màu lam nhiều hay ít.
Thân (bẹ lá) màu nâu sẫm hay nâu tía sẫm, có lông tơ mịn. Cuống lá dài hơn phiến lá. Lá rất dài, lá đầu tiên hình elip, các lá sau thuôn dài-hình mác, 25-60 × 10–15 cm, mặt gần trục nhẵn nhụi, mặt xa trục thưa lông tơ, với vết mờ màu tía chạy dọc gân giữa. Vết mờ rộng tới 2–3 cm ở đoạn giữa, nhưng rất hẹp ở nửa dưới của lá, ở các lá trưởng thành thì nó như một dải hẹp chạy dọc đến gần đáy lá, nhưng vào cuối mùa mưa hoặc trong điều kiện không thuận lợi thì vết mờ này có thể mờ hơn và biến mất. Gân giữa màu xanh lục. Cụm hoa trên chồi riêng mọc từ thân rễ. Cán hoa và cành hoa bông thóc như ở C. aeruginosa. Cành hoa bông thóc 10-18 × 5–8 cm. Lá bắc mào 8 × 3 cm, nhọn, màu trắng ở nửa dưới và đỏ tía hay đỏ thắm sẫm hoặc đỏ sẫm ở phần trên. Lá bắc hoa màu trắng-xanh lục, hồng tại đỉnh, hình mác rộng, đỉnh nhọn thon hoặc nhọn, dài ~5–6 cm, phần tự do 3-4 × 1,5-2,5 cm. Hoa dài 4–5 cm, họng 1,4 × 2,5 cm. Đài hoa dài ~1,5 cm. Ống tràng màu trắng, ~3-4,5 cm. Cánh hoa hơi như da, màu hồng sẫm hay đỏ, dài ~1,5 cm. Nhị lép bên hình trứng ngược-hình elip, tù, dạng cánh hoa, dài 1-1,5 cm. Chỉ nhị 0,4 × 0,4 cm. Bao phấn có cựa cong khá dài. Cánh môi hình trứng ngược, ~2 × 1,2-1,5 cm, màu vàng sẫm hay ánh vàng với tâm vàng sẫm; thùy trung tâm có khía răng cưa ở đỉnh. Bầu nhụy có lông. Nhụy lép 3–4 mm. 2n = 63.
C. phaeocaulis từng bị nhận dạng sai thành C. aeruginosa, C. caesia hay C. zedoaria trong các tài liệu tiếng Trung.
Nó khác với C. aeruginosa ở chỗ vết mờ màu tía trên phiến lá của C. aeruginosa biến mất đột ngột ngay phía dưới điểm giữa, lá bắc mào của nó dài và hẹp và nhọn hơn (ở C. aeruginosa thì đỉnh lá bắc mào có mấu nhọn thuôn tròn) và lá bắc mào của C. aeruginosa có màu tía tới sát đáy. Nó khác với C. caesia ở chỗ C. caesia có ruột thân rễ và thân hành màu lam nhạt, thân giả màu xanh lục, lá bắc mào màu đỏ tươi sẫm.